# Станфорд рука
Станфорд рука је индустријски робот са шест степени слободе, коју је на Универзитету Станфорд у Лабораторији за вештачку интелигенцију (САИЛ) дизајнирао Виктор Шаинман 1969. године.
Станфорд рука је била прва успешна роботска рука са електричним погоном и рачунарски контролисана. Коришћена је за развој техника индустријског склапања комерцијалних роботских руку.

## Опис
Станфорд рука је серијски манипулатор чији се кинематички ланац састоји од два обртна зглоба у постољу, призматичног зглоба и сферног зглоба. Пошто садржи неколико кинематичких парова, често се користи као едукативни пример у кинематици робота
Овај потпуно електрично погоњен механички манипулатор од 6 степени слободе био је један од првих „робота“ дизајнираних искључиво за рачунарску контролу. Ова рука је дизајнирана тако да се лако контролише и компатибилна је са постојећим рачунарским системом (ПДП-6) и објекатом САИЛ.
Кинематска конфигурација руке је не антропоморфна (није хуманоидна) са 6 зглобова (5 обртних и 1 призматични) и везе су конфигурисане тако да су математички прорачуни (решења руку) поједностављене да убрзају рачунање.